# Tomàs Viñas i Sala
Tomàs Viñas i Sala (Tomás Viñas de San Luis) (Mataró (Maresme), 1864 - Barcelona, 1929), fou un escolapi, humanista i traductor català.
L'any 1880 ingressà a l'orde dels Escolapis, fent els seus estudis a Moià (Moianès) i a Lleó. Va professar els seus vots solemnes l'any 1888, essent ordenat sacerdot l'any següent. Fou mestre fins a l'any 1901, en què marxà a Roma. Fou arxiver general i director de la publicació Ephemerides Calasanctianae (1901-1912); consultor del Provincial Romà (1901-1904); secretari general (1904-1906); cronista general (1906-1912); assistent provincial Romà (1909-1912), delegat general a Nàpols (1911-1912) i finalment general de l'Orde (1912-1923).
És autor de tres volums sobre escriptors escolapis (Ciutat del Vaticà 1908-11) i d'un inventari de documents de l'arxiu general de l'orde. Renuncià el càrrec i es retirà a Barcelona, on traduí al llatí l'Atlàntida de Jacint Verdaguer (editada el 1929), publicà un recull de poesies en llatí (Carminum libri quattuor) (1924) i un recull de traduccions al llatí de poesies en llengües ibèriques (Versiones latinas de poesías hispanas) (1927). També publicà traduccions del llatí (com és el cas de la traducció literal de l'Epode V, d'Horaci, publicat a la Biblioteca de autores griegos y latinos.